# メインページ (PDA版)
メインページ一覧
```
通常版

簡易版

携帯版

リンク版

検索資料・ポータル・カテゴリ
```

## ウィキペディアへようこそ
ウィキペディアはオープンコンテントの百科事典です。方針に賛同していただけるなら、誰でも記事を編集したり新しく作ったりできます。詳しくはガイドブックをお読みください。

現在、ウィキペディア日本語版には約 1,455,444 本の記事があります。

## 秀逸ピックアップ
少年保護手続とは、日本における刑事司法制度の一つであり、家庭裁判所が少年法第2章の規定に従って非行少年の性格の矯正及び環境の調整に関する措置（同法1条参照）を行う手続をいう。
非行少年の再非行の抑止や更生を目的としており、決定までの過程として、「非行事実を家庭裁判所に送致・通告 - 家庭裁判所調査官（以下「調査官」と略称する）等による調査 - 調査結果をふまえた審判 - 必要に応じて保護的措置あるいは保護処分を決定」という流れを経るのが通例である。
少年保護手続は、非行少年に対して、刑法及び刑事訴訟法が定める通常の刑事司法手続に代えて適用される手続である。少年保護手続は、福祉的機能と司法的機能とを併せ持つ。……

## 最近の出来事
- カナダのジャスティン・トルドーの後任の首相に、マーク・カーニーが就任。
- フィリピンの前大統領であるロドリゴ・ドゥテルテが、人道に対する罪の容疑で逮捕された。
- 日本の岩手県大船渡市で大船渡市山林火災が発生し、市の面積の9%に当たる約2,900ヘクタールが焼失した。
- ドイツで行われた連邦議会選挙で、最大野党である中道右派のキリスト教民主・社会同盟が第一党となり、政権交代が確実に。
- エジプトのルクソールで、トトメス2世の墓が発掘された。

訃報
- 佐藤栄佐久（3月19日歿、同日公表） - 日本の政治家、元参議院議員、元福島県知事
- いしだあゆみ（3月11日歿、3月17日公表） - 日本の歌手・女優
- 中山彰規（3月9日歿、3月17日公表） - 日本の元体操選手、1968年メキシコシティーオリンピック・1972年ミュンヘンオリンピック金メダリスト
- 麻生渡（3月15日歿、同日公表） - 日本の官僚、政治家、元福岡県知事
- ソフィア・グバイドゥーリナ（София Губайдулина, 3月13日歿、同日公表） - ロシア（旧ソ連）出身のドイツの作曲家
- 枝元なほみ（2月27日歿、3月12日公表） - 日本の料理研究家

## 今日は何の日
何の日
- 天武天皇が律令制定を命ずる詔を発布（681年 - 天武天皇10年2月25日）
- 崖山の戦いで元により南宋が滅亡（1279年 - 祥興2年2月6日）
- 太平天国の乱：太平天国軍が江寧（南京）を陥落。「天京」と改称して首都とし、太平天国の王朝を樹立（1853年）
- 冥王星が初めて写真に捉えられるが、当時は惑星だと認識されず（1915年）
- 米上院がヴェルサイユ条約批准を否決（1920年）
- 第二次世界大戦：名古屋大空襲（1945年）
- 世界平和擁護大会常任委員会第3回総会で原爆禁止のストックホルム・アピールを採択（1950年）
- アルジェリア独立戦争が停戦（1962年）
- 欧州共同体6か国の変動相場制への移行が決定。スミソニアン体制崩壊（1973年）
- フォークランド紛争：サウスジョージア侵攻（1982年）
- イラク戦争：有志連合軍が開戦を宣言（2003年）

こよみ
- 3月19日 水曜日（日本時間） - 旧暦:2月20日 - 六曜:先負 - 日の干支:丁亥 - 九星:三碧木星 - 二十八宿:壁宿 - 十二直:成 - 十方暮、節気は啓蟄、春分まで1日（キャッシュを破棄）

季節の話題
- 春
- 黄砂
- 野焼き
- 菜の花
- 土筆
- 石垣島海開き
- 彼岸
- ぼたもち
- 牡丹
- 沈丁花
- プロ野球開幕
  - 詳細
- 大相撲春場所
  - 詳細

## 新しい記事
- 旧小松川閘門は、東京都江戸川区小松川でかつて供用されていた閘門である。荒川と旧中川の合流地点に位置している。2018年に江戸川区内では初となる、また閘門としては唯一の東京都選定歴史的建造物として選定された。荒川と中川の両放水路開削の完了に伴い、……
- 小松川千本桜は、東京都江戸川区小松川の荒川沿いに並ぶ約2kmに渡る桜並木である。荒川のスーパー堤防整備に合わせて、南北約2キロに渡り1000本余りの桜が植栽。春には「小松川千本桜まつり」が開催される。区が植栽を進め2003年に完成。ソメイヨシノ、オオシマザクラ、ヤマザクラ等30種類の桜が咲き、……
- 朝鮮総督府庁舎は、日本統治時代の朝鮮において、大日本帝国の植民統治を施行した最高行政官庁である朝鮮総督府が使用した建物の総称。1910年から1945年までに各種の建物が建てられた。本項目では、朝鮮総督府と関連機関の管理のために建てられた住宅である朝鮮総督府官舎についても記述する。……
- 『くにのあゆみ』は、連合国軍占領下の日本において、文部省によって1946年に上下2巻が発行された国民学校用の国史教科書であり、国定教科書制の下での最後の歴史教科書のひとつであるとともに、戦後に作成、使用された最初の歴史教科書のひとつである。それまでの記紀神話に基づく記述から始まる内容に代え、……